# 雷沃利亚尔德拉谢拉新镇
雷沃利亚尔德拉谢拉新镇，是西班牙阿拉贡自治区特鲁埃尔省的一个市镇。总面积19平方公里，总人口48人（2001年），人口密度3人/平方公里。